# Ashleigh McIvor
Ashleigh McIvor (ur. 15 września 1983 r.) – kanadyjska narciarka dowolna, specjalizująca się w skicrossie. Zdobyła złoty medal w skicrossie na igrzyskach olimpijskich w Vancouver. Zwyciężając w Vancouver została pierwszą mistrzynią olimpijską w skicrossie w historii igrzysk. Wywalczyła także złoty medal w tej samej konkurencji podczas mistrzostw w Inawashiro. Najlepsze wyniki w Pucharze Świata osiągnęła w sezonie 2009/2010, kiedy to zajęła 7. miejsce w klasyfikacji generalnej, a w klasyfikacji skicrossu była druga. 26 stycznia 2011 r. doznała poważnej kontuzji kolana, która wyeliminowała ją z czynnego uprawiania narciarstwa dowolnego.

## Osiągnięcia

### Igrzyska olimpijskie
| Miejsce | Dzień     | Rok  | Miejscowość | Konkurencja | Zwycięzca |
| ------- | --------- | ---- | ----------- | ----------- | --------- |
| 1.      | 23 lutego | 2010 | Vancouver   | Skicross    | -         |

### Mistrzostwa świata
| Miejsce | Dzień   | Rok  | Miejscowość | Konkurencja | Zwycięzca |
| ------- | ------- | ---- | ----------- | ----------- | --------- |
| 1.      | 2 marca | 2009 | Inawashiro  | Skicross    | -         |

### Puchar Świata

#### Miejsca w klasyfikacji generalnej
- sezon 2004/2005: 60.
- sezon 2007/2008: 67.
- sezon 2008/2009: 16.
- sezon 2009/2010: 7.
- sezon 2010/2011: 46.

#### Miejsca na podium
1. Saas-Fee – 25 października – 2004 (Skicross) – 2. miejsce
2. Flaine – 14 stycznia – 2009 (Skicross) – 2. miejsce
3. Cypress Mountain – 6 lutego – 2009 (Skicross) – 2. miejsce
4. Branäs – 24 lutego – 2009 (Skicross) – 3. miejsce
5. San Candido – 21 grudnia – 2009 (Skicross) – 2. miejsce
6. Les Contamines – 9 stycznia – 2010 (Skicross) – 1. miejsce
7. Alpe d’Huez – 13 stycznia – 2010 (Skicross) – 3. miejsce
8. Blue Mountain – 20 stycznia – 2010 (Skicross) – 2. miejsce
9. Grindelwald – 12 marca – 2010 (Skicross) – 2. miejsce
10. Innichen – 19 grudnia 2010 (Skicross) – 2. miejsce
11. L’Alpe d’Huez – 12 stycznia 2011 (Skicross) – 3. miejsce

- W sumie 1 zwycięstwo, 7 drugich i 3 trzecie miejsca.